# Gripopteryx serrei
Gripopteryx serrei is een steenvlieg uit de familie Gripopterygidae. De wetenschappelijke naam van de soort is voor het eerst geldig gepubliceerd in 1930 door Navás.